# Discografia di G-Eazy
Il rapper statunitense G-Eazy ha pubblicato quattro album discografici, sei mixtapes, quattro extended plays e sedici singoli (inclusi cinque nei quali è presente come featuring).

## Album

### Album discografici
| Titolo                  | Dettagli album                                                                                     | Posizione massima | Posizione massima | Posizione massima | Posizione massima | Posizione massima | Posizione massima | Posizione massima | Posizione massima | Posizione massima | Vendite         | Certificazioni                                      |
| Titolo                  | Dettagli album                                                                                     | US                | US R&B/HH         | US Rap            | AUS               | BEL (FL)          | CAN               | NZ                | UK                | UK R&B            | Vendite         | Certificazioni                                      |
| ----------------------- | -------------------------------------------------------------------------------------------------- | ----------------- | ----------------- | ----------------- | ----------------- | ----------------- | ----------------- | ----------------- | ----------------- | ----------------- | --------------- | --------------------------------------------------- |
| The Epidemic LP         | - Pubblicato: 10 luglio 2009 - Etichetta: None - Formato: Digital download                         | —                 | —                 | —                 | —                 | —                 | —                 | —                 | —                 | —                 |                 |                                                     |
| Must Be Nice            | - Pubblicato: 26 settembre 2012 - Etichetta: None - Formato: CD, digital download                  | —                 | 33                | —                 | —                 | —                 | —                 | —                 | —                 | —                 |                 |                                                     |
| These Things Happen     | - Pubblicato: 23 giugno 2014 - Etichetta: BPG, RVG, RCA - Formato: CD, digital download, vinile    | 3                 | 1                 | 1                 | 98                | —                 | 15                | 38                | 171               | 16                | - US: 250.000   | - RIAA: Oro                                         |
| When It's Dark Out      | - Pubblicato: 4 dicembre 2015 - Etichetta: BPG, RVG, RCA - Formato: CD, digital download, vinile   | 5                 | 1                 | 1                 | 36                | 140               | 8                 | 34                | 62                | 6                 | - US: 301.000   | - RIAA: Platino                                     |
| The Beautiful & Damned  | - Pubblicato: 15 dicembre 2017 - Etichetta: BPG, RVG, RCA - Formato: CD, digital, download, vinile | 3                 | 1                 | 1                 | 38                | 87                | 4                 | 25                | 76                | 8                 | - US: 1.000.000 | - RIAA: Platino - Music Canada: Platino - ZPAV: Oro |
| These Things Happen Too | - Pubblicato: 24 settembre 2021 - Etichetta: RCA - Formato: CD, digital, download, vinile          |                   |                   |                   |                   |                   |                   |                   |                   |                   |                 |                                                     |

### Mixtape
- The Tipping Point (2008)[13]
- Sikkis on the Planet (2009)
- Quarantine (2009)
- Big (2010)[14]
- The Outsider (2011)[15]
- The Endless Summer (2011)[16]
- The Gloomy Goblin (TBA/2017)

### Extended plays
- Fresh EP (2008)[17]
- Nose Goes with Swiss Chriss (2011)
- Must Be Twice with Christoph Andersson (2013)[18]
- These Things Also Happened with Christoph Andersson (2014)[19]

## Singoli

### Come artista principale
| "Lady Killers" (featuring Hoodie Allen)                                        | 2012 | —  | —  | —  | —  | — | — | —  | — | — | —  | | Must Be Nice                                      |
| "Marilyn" (featuring Dominique LeJeune)                                        | 2012 | —  | —  | —  | —  | — | — | —  | — | — | —  | | Must Be Nice                                      |
| "Far Alone" (featuring Jay Ant and E-40)                                       | 2013 | —  | —  | —  | —  | — | — | —  | — | — | —  | | These Things Happen                               |
| "Almost Famous"                                                                | 2013 | —  | —  | —  | —  | — | — | —  | — | — | —  | | These Things Happen                               |
| "Tumblr Girls" (featuring Christopher Andersson)                               | 2014 | —  | —  | —  | —  | — | — | —  | — | — | —  | | These Things Happen                               |
| "I Mean It" (featuring Remo)                                                   | 2014 | 98 | 27 | 20 | —  | — | — | —  | — | — | —  | * RIAA: Platinum | These Things Happen                               |
| "Lotta That" (featuring A$AP Ferg and Danny Seth)                              | 2014 | —  | 32 | 21 | —  | — | — | —  | — | — | —  | | These Things Happen                               |
| "Me, Myself & I" (with Bebe Rexha)                                             | 2015 | 7  | 2  | 1  | 19 | 9 | 7 | 15 | 9 | 4 | 13 | - RIAA: 4× Platino - ARIA: Platino - BPI: Platino - IFPI DEN: Platino - GLF: 3× Platino - MC: 3× Platino - RMNZ: 2× Platino | When It's Dark Out                                |
| "Order More" (featuring Lil Wayne, Yo Gotti and Starrah)                       | 2016 | —  | 40 | —  | —  | — | — | —  | — | — | —  | | When It's Dark Out                                |
| "Drifting" (featuring Chris Brown and Tory Lanez)                              | 2016 | 98 | 33 | —  | —  | — | — | —  | — | — | —  | | When It's Dark Out                                |
| "Saw It Coming" (featuring Jeremih)                                            | 2016 | —  | —  | —  | —  | — | — | —  | — | — | —  | | Ghostbusters (Original Motion Picture Soundtrack) |
| "Some Kind of Drug" (featuring Marc E. Bassy)                                  | 2016 | 97 | 36 | 24 | —  | — | — | —  | — | — | —  | | When It's Dark Out                                |
| "Still"                                                                        | 2016 | —  | —  | —  | —  | — | — | —  | — | — | —  | | TBA                                               |
| "Bone Marrow" (featuring Danny Seth)                                           | 2016 | —  | —  | —  | —  | — | — | —  | — | — | —  | | TBA                                               |
| "Vengeance on My Mind" (featuring Dana)                                        | 2016 | —  | —  | —  | —  | — | — | —  | — | — | —  | | TBA                                               |
| "—" denotes a title that did not chart, or was not released in that territory. |      |    |    |    |    |   |   |    |   |   |    | |                                                   |

### Come artista ospite
| Title                                                                                        | Year | Peak chart positions | Peak chart positions | Peak chart positions | Peak chart positions | Peak chart positions | Peak chart positions | Peak chart positions | Peak chart positions | Peak chart positions | Certifications                                                              | Album               |
| Title                                                                                        | Year | US                   | AUS                  | BEL (FL)             | CAN                  | FRA                  | IRE                  | NZ                   | SPA                  | UK                   | Certifications                                                              | Album               |
| -------------------------------------------------------------------------------------------- | ---- | -------------------- | -------------------- | -------------------- | -------------------- | -------------------- | -------------------- | -------------------- | -------------------- | -------------------- | --------------------------------------------------------------------------- | ------------------- |
| "Fuck with U" (Pia Mia featuring G-Eazy)                                                     | 2015 | —                    | —                    | —                    | —                    | —                    | —                    | —                    | —                    | —                    |                                                                             | Non-album single    |
| "You Don't Own Me" (Grace featuring G-Eazy)                                                  | 2015 | 57                   | 1                    | 42                   | 45                   | —                    | 13                   | 5                    | 19                   | 4                    | - RIAA: Platino - ARIA: 3× Platino - BPI: Platino - MC: Oro - RMNZ: Platino | FMA                 |
| "Exotic" (Quincy featuring G-Eazy)                                                           | 2015 | —                    | —                    | —                    | —                    | —                    | —                    | —                    | —                    | —                    |                                                                             | TBA                 |
| "Give It Up" (Nathan Sykes featuring G-Eazy)                                                 | 2016 | —                    | —                    | —                    | —                    | —                    | —                    | —                    | —                    | 54                   |                                                                             | Unfinished Business |
| "You & Me" (Marc E. Bassy featuring G-Eazy)                                                  | 2016 | 58                   | —                    | —                    | 84                   | —                    | 66                   | 10                   | —                    | 150                  | - RMNZ: Platino                                                             | Groovy People       |
| "Make Me..." (Britney Spears featuring G-Eazy)                                               | 2016 | 17                   | 39                   | 33                   | 20                   | 11                   | 51                   | 43                   | 80                   | 42                   | - RIAA: Oro - MC: Oro                                                       | Glory               |
| "Over Again" (Quiñ featuring G-Eazy)                                                         | 2016 | —                    | —                    | —                    | —                    | —                    | —                    | —                    | —                    | —                    |                                                                             | TBA                 |
| "—" denota una registrazione che non ha traccia o non è stata pubblicata in quel territorio. |      |                      |                      |                      |                      |                      |                      |                      |                      |                      |                                                                             |                     |

### Singoli promozionali
| "You Got Me"                                                                                 | 2015 | — | 45 | When It's Dark Out |
| "—" denota una registrazione che non ha traccia o non è stata pubblicata in quel territorio. |      |   |    |                    |

## Altre canzoni classificate
| "Let's Get Lost" (featuring Devon Baldwin)                                                   | 2014 | —  | —  | These Things Happen |
| "Random"                                                                                     | 2015 | 94 | 31 | When It's Dark Out  |
| "One of Them" (featuring Big Sean)                                                           | 2015 | —  | 38 | When It's Dark Out  |
| "Of All Things" (featuring Too Short)                                                        | 2015 | —  | —  | When It's Dark Out  |
| "Calm Down"                                                                                  | 2015 | —  | 41 | When It's Dark Out  |
| "What If" (featuring Gizzle)                                                                 | 2015 | —  | —  | When It's Dark Out  |
| "Everything Will Be OK" (featuring Kehlani)                                                  | 2015 | —  | —  | When It's Dark Out  |
| "—" denota una registrazione che non ha traccia o non è stata pubblicata in quel territorio. |      |    |    |                     |

## Apparse come ospiste
| Titolo                             | Anno | Artista/i                    | Album                   |
| ---------------------------------- | ---- | ---------------------------- | ----------------------- |
| "Casanova"                         | 2012 | Hoodie Allen, Skizzy Mars    | Crew Cuts               |
| "Starlife"                         | 2012 | Jay Fay                      | $$OOPS$$                |
| "I Ain't Missin'"                  | 2014 | Doe B, Maino                 | N.D.                    |
| "When I Get Back"                  | 2014 | The Neighbourhood            | #000000 & #FFFFFF       |
| "Gravity"                          | 2014 | The Code                     | N.D.                    |
| "Time"                             | 2015 | Skizzy Mars, Olivver the Kid | The Red Balloon Project |
| "90210"                            | 2015 | Blackbear                    | Deadroses               |
| "Got It Like That (Eleven 11 Mix)" | 2015 | Pell                         | N.D.                    |
| "Queens (Remix)"                   | 2015 | MisterWives                  | Our Own House           |
| "Forbes"                           | 2015 | Borgore                      | Keep It Sexy            |
| "Light This Bitch Up"              | 2016 | P-Lo, Jay Ant                | Before Anything - EP    |
| This Is America                    | 2016 | Parker Ighile                | N.D.                    |
| "Wild Things" (Remix)              | 2016 | Alessia Cara                 | N.D.                    |
| "Mercedez"                         | 2016 | Riff Raff, J. Doe            | Peach Panther           |
| "FDT Part 2"                       | 2016 | YG, Macklemore               | N.D.                    |
| "Tired of Talking (Remix)"         | 2016 | LÉON                         | Treasure - EP           |
| "Lowkey"                           | 2016 | Rory Fresco                  | N.D.                    |
| "Straight To The Point"            | 2016 | E-40, Ezale                  | The D-Boy Diary: Book 1 |